# SBS GOLF
SBS高爾夫頻道(英文:SBS GOLF)是南韓第一個專業高爾夫體育頻道,1999年6月正式開播。專門播出PGA巡迴賽、美國女子職業高爾夫球巡迴賽(LPGA),以及日本職業高爾夫球巡迴賽(Japan Golf Tour)等。節目旗下有<<高爾夫學院>>(Golf Academy )和<<高爾夫今日>>(Golf Today)。
SBS高爾夫頻道現任CEO為金貴宏(Kim Kye-hong)

## 相關連結
- 官方网站